# Раду II Праснаглава
Раду II Лысый (Праснаглава) (рум. Radu II Praznaglava; ум. 1427) — господарь Валахии из династии Басарабов (1420—1422, 1423, 1424, 1427), сын валашского господаря Мирчи I Старого.

## Биография
В августе 1420 года после смерти своего брата Михаила I Раду II занял валашский господарский престол, признал вассальную зависимость от Стамбула. Вёл междоусобную борьбу за господарский престол со своим двоюродным братом Даном II, который выступал за союз с Венгрией. Весной 1422 года Дан II захватил господарский трон, но Раду II вернул его летом 1423 года. Осенью того же 1423 года Дан II вторично захватил власть, изгнав своего соперника Раду. Осенью 1424 года Раду II в третий раз вернул себе власть над Валахией, но вскоре был изгнан Даном. В январе 1427 года Раду Праснаглава с помощью турок в четвёртый раз захватил валашский господарский престол. Весной 1427 года Раду Праснаглава был свергнут и убит по приказу Дана II.
Его прозвище, «Праснаглава» в перевод от болгарского буквально означает «Пустая голова», но возможно иметь и другого значения — «Лысый». В истории он остался неясным, противоречивым правителем, который фактически сделался турецким вассалом.